# Гном (фильм)
«Гном» (чеш. Skřítek) — чешский фильм-комедия режиссёра Т. Ворела 2005 года (пятый из его художественных фильмов).
По жанру фильм представляет собой фарс-гротеск из семьи мясников в городе, жизнь которого зависит от мясокомбината. Проблема в том, что сын, который должен продолжить профессию — убеждённый вегетарианец, но особого выбора у него нет.
Диалоги в фильме представляют собой ономатопею — отдалённое гротескное подобие человеческой речи, как у клоуна Асисяя, в телешоу «Деревня дураков» или «Маски-шоу». Ворел использовал гротескные приёмы и в других фильмах, в частности, в эпизоде «Вылет в Карлштейн» фильма «Пражская пятёрка» 1988 г.

## Актёры
- Болек Поливка — отец;
- Ева Голубова — мать;
- Томаш Ворел-младший — сын;
- Анна Маргулова — дочь;
- Марика Прохазкова — сотрудница мясокомбината;
- Иржи Махачек — сотрудник мясокомбината;
- Милан Штейндлер — вахтёр;
- Ивана Хилкова — мастерица;
- Томаш Ганак — учитель;
- Ян Краус — полицейский;
- Петр Чтвртничек — полицейский;
- Томаш Ворел-старший — полицейский;
- Ондрей Троян — психиатр.